# Heringsdorfi repülőtér
A Heringsdorfi repülőtér (IATA: HDF, ICAO: EDAH) egy nemzetközi repülőtér Németországban, Heringsdorf közelében. Éves utasforgalma 31 038 fő (2018).

## Futópályák
A repülőtér futópályái:
- 10/28 (2305 m, 35 m, aszfalt)

## Forgalom
Az utasforgalom az elmúlt években az alábbi módon változott:
| Utasok száma | 25 076 | 21 624 | 19 496 | 26 490 | 18 850 | 31 051 | 33 264 | 20 562 | 25 130 | 31 038 |
|              | 1997   | 1999   | 2000   | 2002   | 2004   | 2005   | 2011   | 2015   | 2016   | 2018   |

## Légitársaságok és úticélok
2024-ben a Heringsdorfi repülőtérről az alábbi járatok indulnak (Utoljára frissítve: 2024-11-3):
| Légitársaság                  | Célállomások                                     |
| ----------------------------- | ------------------------------------------------ |
| Lufthansa                     | Szezonális: Frankfurt                            |
| Luxair                        | Szezonális: Luxembourg                           |
| Rhein-Neckar Air              | Szezonális: Mannheim Szezonális charter: Kassel  |
| Swiss International Air Lines | Szezonális: Zurich (kezdődik 2025 június 28-tól) |